# Strażnica KOP „Budy”

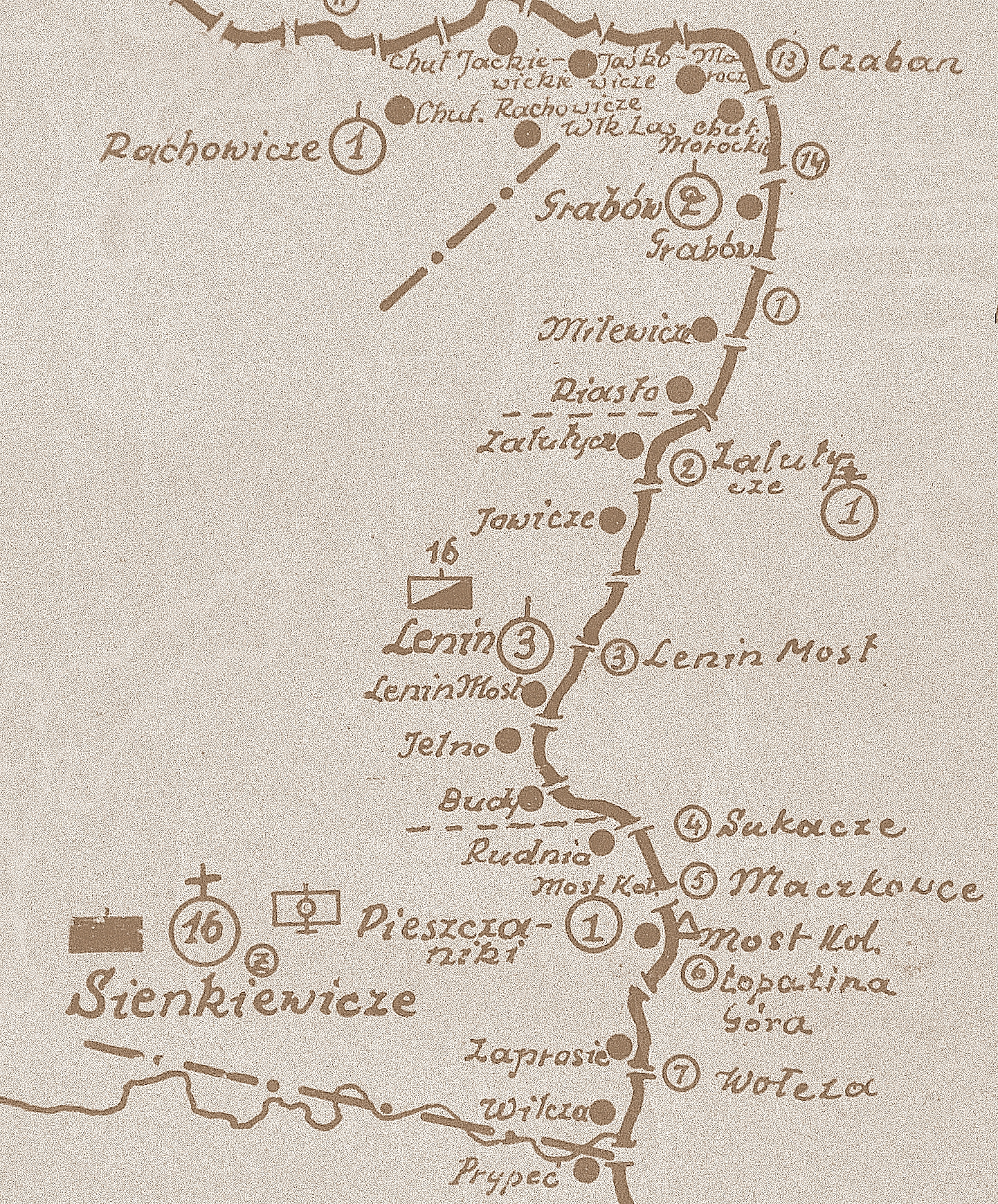
Rozmieszczenie batalionu KOP „Sienkiewicze” w 1931

Strażnica KOP „Budy” – zasadnicza jednostka organizacyjna Korpusu Ochrony Pogranicza pełniąca służbę ochronną na granicy polsko-sowieckiej.

## Formowanie i zmiany organizacyjne
W 1925, w składzie 5 Brygady Ochrony Pogranicza, został sformowany 16 batalion graniczny. W 1928 w skład batalionu wchodziło 16 strażnic. Strażnica KOP „Budy” w latach 1931–1934  funkcjonowała w 3 kompanii granicznej KOP „Lenin”, a w latach 1928–1929 i 1938–1939 znajdowała się w strukturze organizacyjnej 1 kompanii granicznej KOP „Pieszczaniki”. Strażnica liczyła około 18 żołnierzy i rozmieszczona była przy linii granicznej z zadaniem bezpośredniej ochrony granicy państwowej.
W 1932 obsada strażnicy zakwaterowana była w budynku popolicyjnym. Strażnicę z macierzystą kompanią łączyła droga polna długości 9 km.

## Służba graniczna
Podstawową jednostką taktyczną Korpusu Ochrony Pogranicza przeznaczoną do pełnienia służby ochronnej był batalion graniczny. Odcinek batalionu dzielił się na pododcinki kompanii, a te z kolei na pododcinki strażnic, które były „zasadniczymi jednostkami pełniącymi służbę ochronną”, w sile półplutonu. Służba ochronna pełniona była systemem zmiennym, polegającym na stałym patrolowaniu strefy nadgranicznej, wystawianiu posterunków alarmowych, obserwacyjnych i kontrolnych stałych, patrolowaniu i organizowaniu zasadzek w miejscach rozpoznanych jako niebezpieczne, kontrolowaniu dokumentów i zatrzymywaniu osób podejrzanych, a także utrzymywaniu ścisłej łączności między oddziałami i władzami administracyjnymi.
Strażnica KOP „Budy” w 1932 ochraniała pododcinek granicy państwowej szerokości 8 kilometrów 770 metrów od słupa granicznego nr 1104 do 1112, a w 1938 pododcinek szerokości 4 kilometrów 650 metrów od słupa granicznego nr 1106 do 1109.
Sąsiednie strażnice:
- strażnica KOP „Jelno” ⇔ strażnica KOP „Rudnia” – 1928[5], 1929[6], 1931[2] , 1932[3], 1934[4]
- strażnica KOP „Lenin Most” ⇔ strażnica KOP „Rudnia” – 1938[7]